# Allocareproctus ungak
Allocareproctus ungak és una espècie de peix pertanyent a la família dels lipàrids.

## Descripció
- Fa 12,9 cm de llargària màxima.
- Cos de color vermell.[5]

## Hàbitat
És un peix marí i batidemersal que viu entre 318 i 461 m de fondària.

## Distribució geogràfica
Es troba al Pacífic nord-oriental: les illes Aleutianes.

## Observacions
És inofensiu per als humans.